# Candidatul manciurian (film din 1962)
Candidatul manciurian  (în engleză The Manchurian Candidate) este un film american din 1962, regizat de John Frankenheimer. Scenariul este bazat pe romanul omonim din 1959 scris de Richard Condon. Filmul îi are în rolurile principale pe actorii Frank Sinatra, Laurence Harvey, Janet Leigh și Angela Lansbury

## Prezentare
În timpul războiului coreean, mai mulți soldați americani au fost răpiți de parașutiștii sovietici. Scopul răpirii este spălarea creierului și transformarea soldaților în zombi în scopuri sinistre. Un maior în rezervă al armatei americane încearcă să prevină această conspirație.

## Distribuție
- Frank Sinatra ca Maj. Bennett Marco
- Laurence Harvey ca Raymond Shaw
- Janet Leigh ca Eugenie Rose Chaney
- Angela Lansbury ca Mrs. Iselin
- Henry Silva ca Chunjin
- James Gregory ca Sen. John Yerkes Iselin
- Leslie Parrish ca Jocelyn Jordan
- John McGiver ca Sen. Thomas Jordan
- Khigh Dheigh ca Dr. Yen Lo
- James Edwards ca Cpl. Allen Melvin
- Douglas Henderson ca Col. Milt
- Albert Paulsen ca Zilkov
- Barry Kelley ca Secretary of Defense
- Lloyd Corrigan ca Holborn Gaines
- Madame Spivy ca Female Berezovo